# UWA World Trios Championship
L'UWA World Trios Championship est un championnat de catch (lutte professionnelle) par équipe de trois, créé et défendu par la Universal Wrestling Association jusqu'à la fermeture de la fédération en 1995.

## Histoire du titre

### Dramatic Dream Team
| #  | Équipe                                                            | Règne | Date             | Jours | Lieu         | Événement  | Défenses Réussies | Notes |
| -- | ----------------------------------------------------------------- | ----- | ---------------- | ----- | ------------ | ---------- | ----------------- | ----- |
| 42 | Belt Hunter×Hunter (Danshoku Dino, Hikaru Sato et Masa Takanashi) | 1     | 29 novembre 2009 | 56    | Tokyo, Japon | Live Event | 0                 |       |
| 43 | Tokyo Gurentai (Fujita, Mazada et Nosawa Rongai)                  | 1     | 24 janvier 2010  | 105   | Tokyo, Japon | Live Event | 1                 |       |
| 44 | Atsushi Kotoge, Daisuke Harada et Takoyakida                      | 1     | 9 mai 2010       | 28    | Tokyo, Japon | Live Event | 1                 |       |
| 45 | Ebessan (III), Kanjyuro Matsuyama et Kuishinbo Kamen              | 1     | 6 juin 2010      | 6     | Osaka, Japon | Live Event | 0                 |       |

### Wrestle-1
| #  | Équipe                                                         | Règne | Date             | Jours  | Lieu           | Événement                     | Défenses Réussies | Notes                                                                                                   |
| -- | -------------------------------------------------------------- | ----- | ---------------- | ------ | -------------- | ----------------------------- | ----------------- | --- |
| 51 | Jackets (Jiro Kuroshio, Seiki Yoshioka et Yasufumi Nakanoue)   | 1     | 9 octobre 2015   | 25     | Tokyo, Japon   | Fan Appreciation Day          | 1                 | En battant new Wild order (Akira, Jun Kasai et Kumagoro).                                               |
| 52 | Real Desperado (Kazma Sakamoto, Koji Doi et Nosawa Rongai (3)) | 1     | 3 novembre 2015  | 24     | Nagoya, Japon  | Autumn Bout                   | 0                 | . |
| 53 | Jackets (Jiro Kuroshio, Seiki Yoshioka et Yasufumi Nakanoue)   | 2     | 28 novembre 2015 | 41     | Tokyo, Japon   | Autumn Bout                   | 0                 | . |
| _  | Vacant                                                         | 1     | 7 janvier 2016   | _      | _              | _                             | _                 | Le titre est devenu vacant en raison d'une opération de Seiki Yoshioka.                                 |
| 54 | Minoru Tanaka, Kaz Hayashi et Tajiri                           | 1     | 31 janvier 2016  | 180    | Tokyo, Japon   | Sunrise                       | 4                 | Battent Jackets (Jiro Kuroshio, Seiki Yoshioka et Yasufumi Nakanoue) pour remporter les titres vacants. |
| 55 | Andy Wu, Daiki Inaba et Seiki Yoshioka (3)                     | 1     | 29 juillet 2016  | 261    | Tokyo, Japon   | Symbol                        | 3                 | . |
| 56 | Jun Kasai, Nosawa Rongai (4) et Shūji Kondō (3)                | 1     | 9 décembre 2016  | 75     | Tokyo, Japon   | Shining Winter                | 0                 | ,. |
| _  | Vacant                                                         | 2     | 21 janvier 2017  | _      | _              | _                             | _                 | |
| 57 | New Era (Daiki Inaba (2), Kohei Fujimura et Yusuke Kodama)     | 1     | 22 février 2017  | 46     | Tokyo, Japon   | W-Impact                      | 1                 | |
| 58 | Kaz Hayashi (2), Masayuki Kōno et Shūji Kondō (4)              | 1     | 9 avril 2017     | 7      | Sapporo, Japon | Cherry Blossom                | 0                 | . |
| 59 | New Era (Andy Wu (2), Koji Doi (2) et Kumagoro)                | 1     | 16 avril 2017    | 2 889+ | Kobe, Japon    | The Golden Battle in Kobe FOP | 0                 | . |